# Zamach na kościół baptystów przy 16th Street w Birmingham w Alabamie
Zamach na kościół baptystów przy 16th Street w Birmingham w Alabamie – atak terrorystyczny przeprowadzony przez członków radykalnej frakcji Ku Klux Klanu 15 września 1963 roku w kościele baptystów przy 16th Street w Birmingham w amerykańskim stanie Alabama.
Kościół przy 16th Street był uczęszczany przez afroamerykańską społeczność i stanowił ważny ośrodek miejscowego ruchu praw obywatelskich. Zamach nastąpił niedługo po tym, gdy po serii pokojowych protestów zwolennicy zniesienia segregacji rasowej zdołali wywalczyć częściową desegregację szkół publicznych w Birmingham. Na skutek eksplozji ładunku wybuchowego z zapalnikiem czasowym zginęły cztery nastoletnie dziewczynki, a co najmniej kilkanaście osób zostało rannych.
Zamach na kościół baptystów w Birmingham jest uznawany za najtragiczniejszy przypadek przemocy na tle rasowym, do którego doszło w okresie walki o zniesienie segregacji rasowej na amerykańskim Południu. Odbił się szerokim echem w USA i poza ich granicami, przekładając się na wzrost poparcia dla postulatów ruchu praw obywatelskich. 

## Geneza
Na początku lat 60. XX wieku Birmingham w stanie Alabama było miastem, w którym szczególnie restrykcyjnie egzekwowano prawa Jima Crowa. We wszystkich miejscach publicznych obowiązywała ścisła segregacja rasowa, a Afroamerykanie mogli wykonywać co najwyżej niskopłatne prace fizyczne. Martin Luther King określał Birmingham mianem „najbardziej segregacyjnego miasta w Ameryce”.
Zapoczątkowana w połowie lat 50. pokojowa walka o równouprawnienie czarnych mieszkańców Południa objęła także Birmingham. Co więcej, miasto stało się wkrótce polem szczególnie zaciętych zmagań o zniesienie segregacji rasowej. Wiosną 1963 roku wysiłki pastora Freda Shuttleswortha i innych miejscowych liderów ruchu praw obywatelskich wsparł Martin Luther King oraz jego współpracownicy z Konferencji Chrześcijańskich Przywódców Południa. Jako metody pokojowej walki stosowane były marsze protestacyjne, bojkot gospodarczy oraz zajmowanie miejsc siedzących w jadłodajniach przeznaczonych wyłącznie dla białych (tzw. Sit-in). Wkrótce z powodu aresztowania znacznej liczby dorosłych uczestników protestów, a także z inspiracji Kinga, któremu zależało na możliwie jak największym nagłośnieniu wydarzeń rozgrywających się w Birmingham, w akcjach ruchu praw obywatelskich zaczęła uczestniczyć coraz większa liczba niepełnoletnich Afroamerykanów. W konsekwencji do odbywających się w mieście protestów przeciw segregacji rasowej przylgnęło określenie „krucjata dziecięca”.

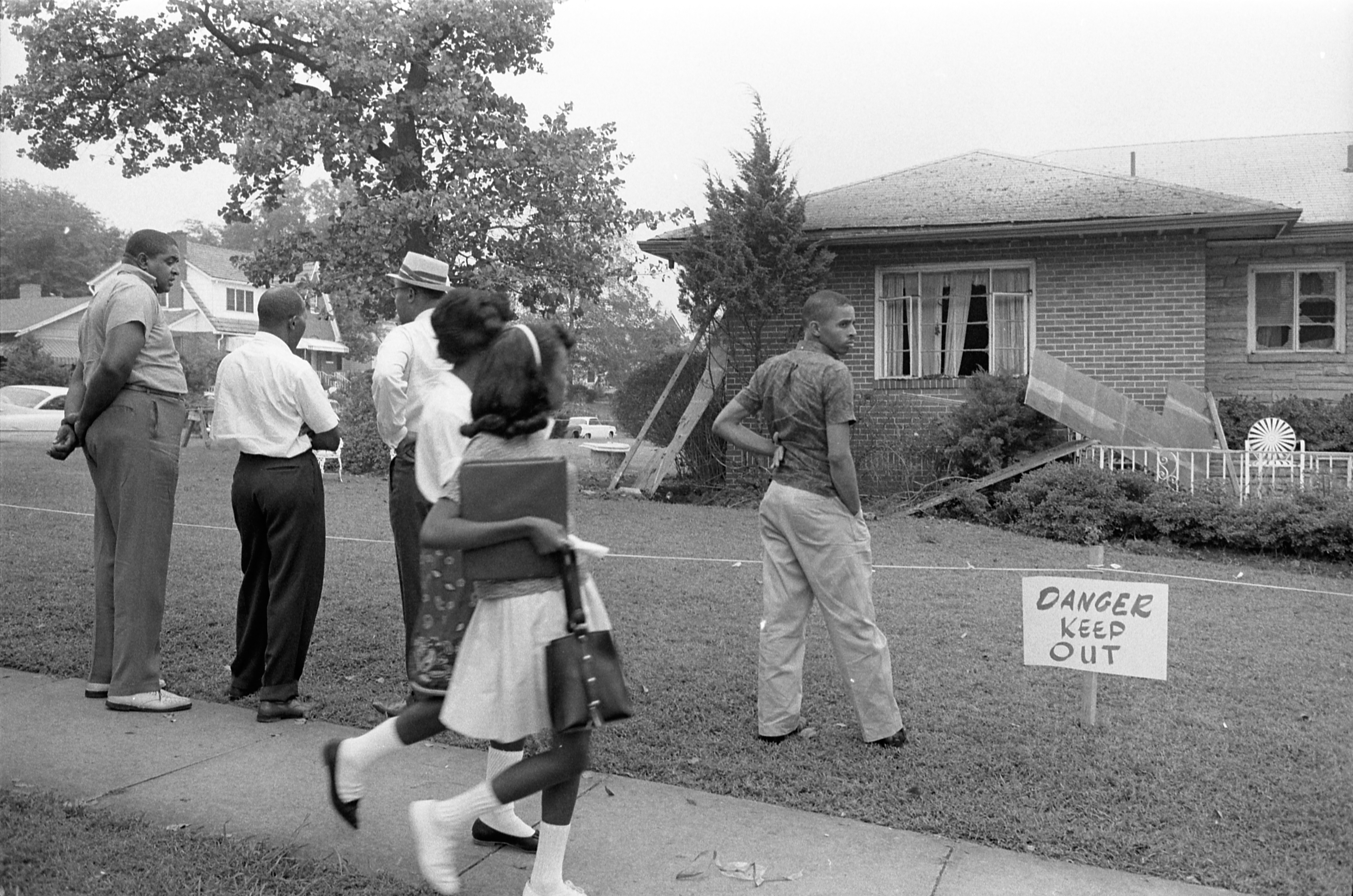
Dom Arthura Shoresa, prawnika związanego z NAACP, uszkodzony przez wybuch bomby podłożonej przez Ku Klux Klan. 5 września 1963

Działania ruchu praw obywatelskich spotkały się z zaciekłym oporem ze strony zwolenników białej supremacji. Miejscowe służby policyjne, którymi kierował znany z brutalności i rasistowskich poglądów komisarz ds. bezpieczeństwa publicznego T. Eugene „Bull” Connor, rozbijały organizowane przez Afroamerykanów protesty. Wielokrotnie demonstranci trafiali do aresztu, zanim nawet zdążyli dojść do dzielnicy handlowej, gdzie znajdowały się lokale przeznaczone wyłącznie dla białych. Pokojowe marsze rozpraszano z wykorzystaniem policyjnych psów i pomp strażackich, co odbiło się szerokim echem w całym kraju. Działaniom władz miejskich towarzyszyła kampania terroru rozpętana przez Ku Klux Klan, którego miejscowy odłam (Eastview 13 Klavern) był uznawany za najbardziej brutalny na całym Południu. W maju 1961 roku na dworcu autobusowym w Birmingham tłum złożony z członków i sympatyków Klanu, przy cichym wsparciu ze strony „Bulla” Connora i policji, ciężko pobił grupę przybyłych do miasta „Jeźdźców Wolności” (Freedom Riders). W latach 1945–1963 biali suprematyści przeprowadzili w Birmingham ponad 40 zamachów bombowych (bez ofiar śmiertelnych). W konsekwencji miasto zyskało przydomek Bombingham, a jego północna dzielnica, zamieszkiwana przez czarnoskórą społeczność, stała się znana jako Dynamite Hill (pol. „Dynamitowe wzgórze”).
Fatalny wizerunek w kraju i za granicą, który przylgnął do miasta na skutek działań Ku Klux Klanu i „Bulla” Connora, zaczął być wkrótce postrzegany jako poważny problem przez liderów lokalnej społeczności biznesowej. 10 maja, po negocjacjach z udziałem mediatorów – urzędników Departamentu Sprawiedliwości, ogłoszono zawarcie porozumienia, na mocy którego czarni liderzy zgodzili się zaprzestać publicznych protestów. W zamian Afroamerykanie po raz pierwszy uzyskali prawo do korzystania z restauracji, toalet i ujęć wody pitnej w centrum Birmingham. Uzgodniono także zwolnienie aresztowanych oraz powołanie wielorasowego komitetu, który miał nadzorować proces znoszenia segregacji rasowej w mieście. Ponadto biali biznesmeni zgodzili się zatrudnić pewną liczbę czarnoskórych sprzedawców. Większości postanowień tego porozumienia nie zrealizowano lub zrealizowano tylko częściowo, niemniej stanowiło ono pierwszy sygnał zmian zachodzących w mieście. Z kolei 19 sierpnia tego samego roku sąd federalny zatwierdził plany miejskiej Rady ds. Edukacji dotyczące desegregacji szkół publicznych, umożliwiając po raz pierwszy czarnoskórym uczniom podjęcie nauki w placówkach przeznaczonych dotąd wyłącznie dla białych dzieci. 
Niemniej sytuacja w mieście i stanie nadal pozostawała bardzo napięta. Tego samego dnia, w którym ogłoszono zawarcie porozumienia między ruchem praw obywatelskich a białymi liderami biznesu, podłożone przez Ku Klux Klan bomby eksplodowały w Gaston Motel, w którym zatrzymał się Martin Luther King, a także w domu jego brata A. D. Kinga. W Birmingham wybuchły wtedy gwałtowne zamieszki, w których udział wzięło 2,5 tys. Afroamerykanów, a blisko 50 osób zostało rannych. W sierpniu i wrześniu miały miejsce kolejne zamachy bombowe, w tym dwukrotnie na dom Arthura Shoresa – czarnoskórego prawnika związanego z ruchem praw obywatelskich. Jednocześnie nowo wybrany gubernator Alabamy George Wallace konsekwentnie starał się budować kapitał polityczny na sprzeciwie wobec zniesienia segregacji rasowej. W czerwcu 1963 roku zdobył ogólnokrajowy rozgłos, gdy stanął w drzwiach jednego z budynków uniwersytetu stanowego, usiłując powstrzymać dwoje czarnych studentów przed zapisaniem się na zajęcia. 4 września, gdy pierwsi czarni uczniowie usiłowali zapisać się do nowo zintegrowanej szkoły w Birmingham, radykalni zwolennicy segregacji wywołali w mieście gwałtowne zamieszki. Tego samego wieczora – po drugim już zamachu na dom Shoresa, w wyniku którego lekkie obrażenia odniosła jego żona – na ulice wyszli także Afroamerykanie. Doszło do starć z policją, podczas których jeden czarnoskóry mężczyzna został zastrzelony, a kolejnych 21 osób, w tym policjanci, odniosło rany. Wydarzenia te posłużyły gubernatorowi jako pretekst do wydania rozporządzenia, które pod hasłem konieczności ochrony porządku publicznego zakazywało integracji rasowej w publicznych szkołach w Alabamie. W odpowiedzi sąd federalny wydał zabezpieczenie, które zakazywało gubernatorowi i innym organom publicznym podważania postanowień wcześniejszych zarządzeń sądowych dotyczących desegregacji szkół publicznych. Z kolei prezydent John F. Kennedy objął zarządem federalnym Gwardię Narodową stanu Alabama, uniemożliwiając w ten sposób Wallace’owi jej wykorzystanie do zablokowania czarnym dzieciom dostępu do szkół. Ostatecznie 10 września pierwszych pięcioro afroamerykańskich uczniów podjęło naukę w szkołach w Birmingham.

## Przebieg zamachu

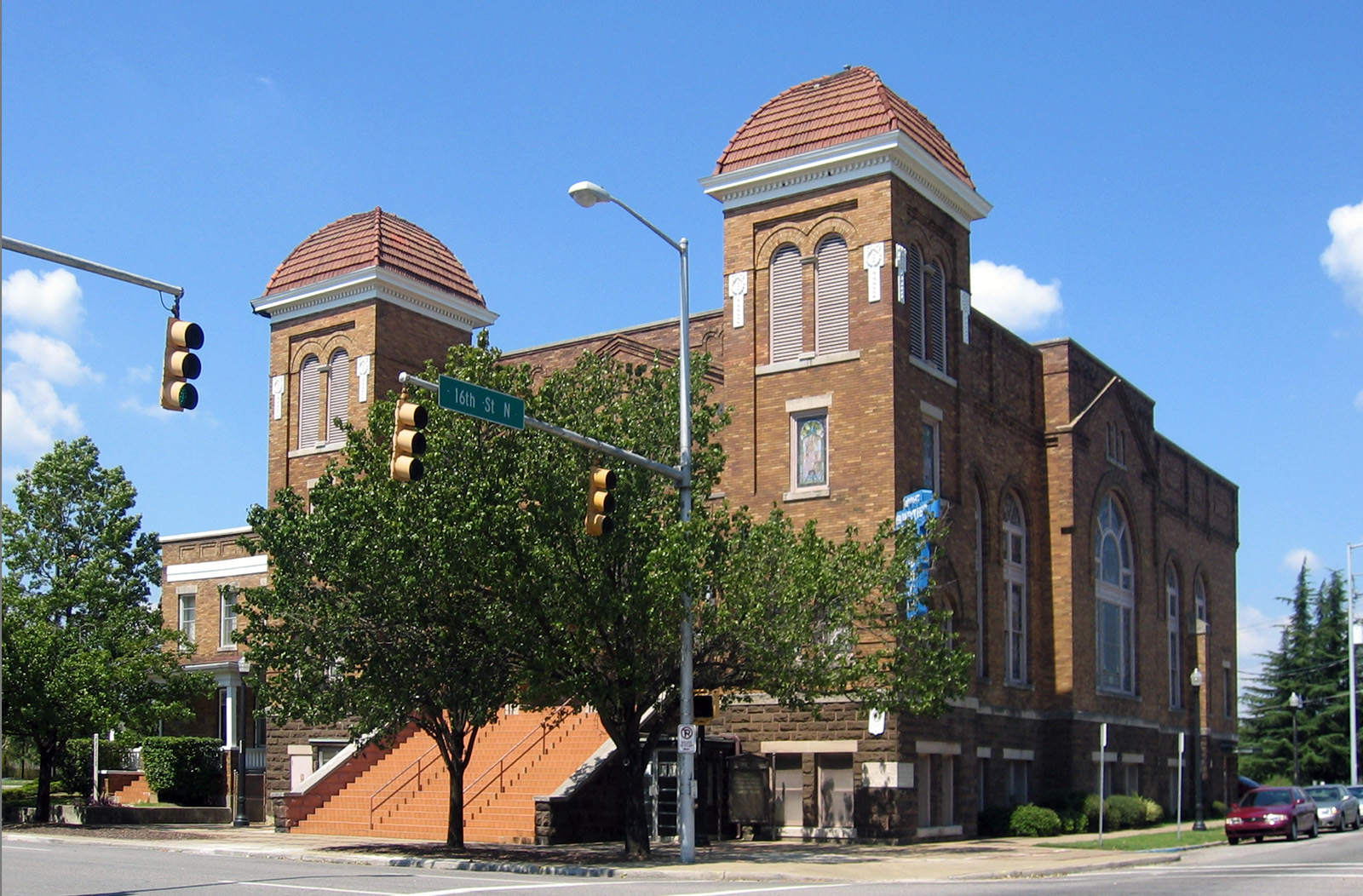
Kościół baptystów przy 16th Street w Birmingham

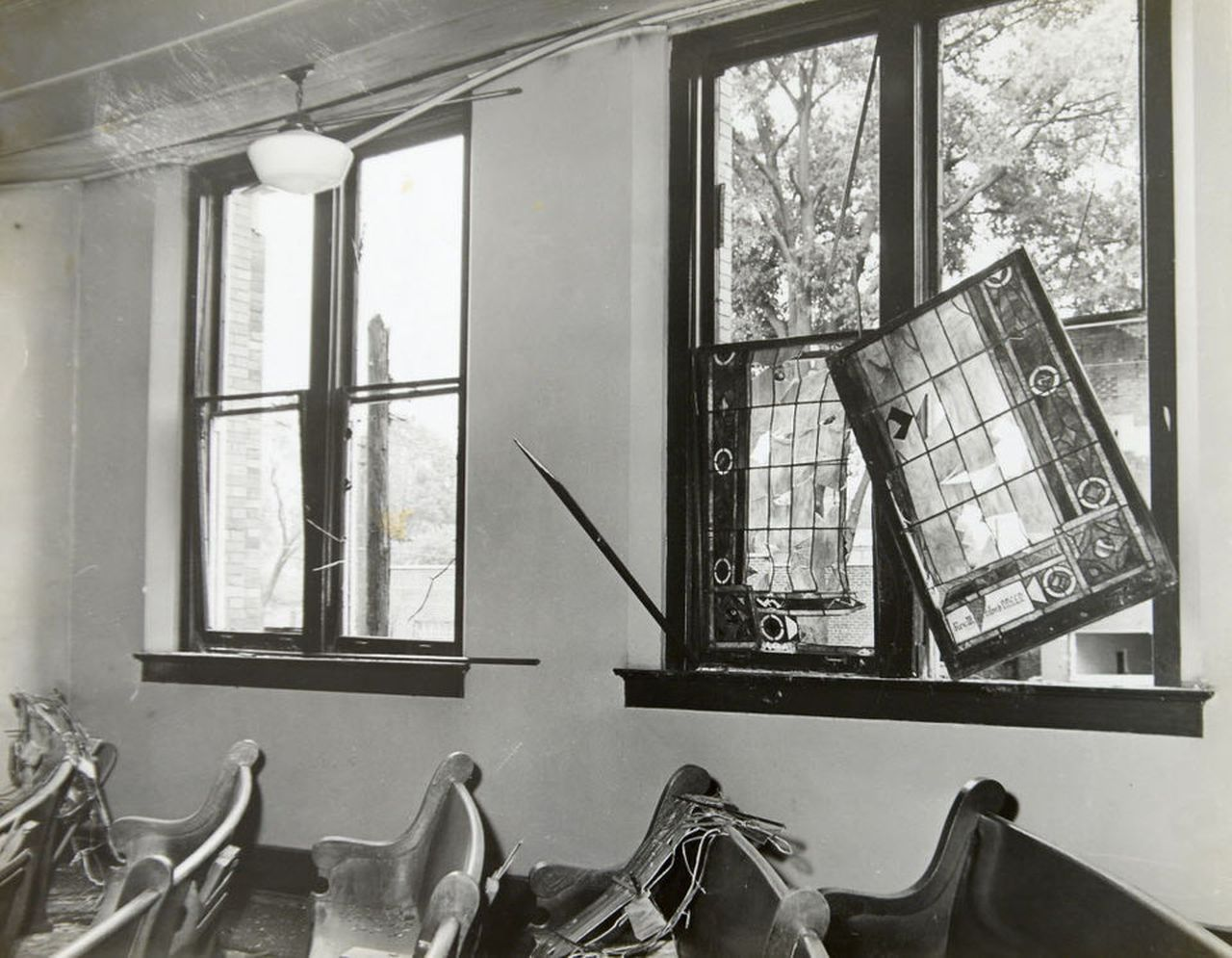
Wnętrze kościoła sfotografowane po zamachu

Szczególną rolę w działaniach ruchu praw obywatelskich odgrywał uczęszczany przez Afroamerykanów kościół baptystów przy 16th Street w Birmingham. Ze względu na fakt, że był położony w niewielkiej odległości od handlowej dzielnicy miasta, stał się swoistym punktem zbornym, z którego najczęściej wyruszały marsze protestacyjne. Niejednokrotnie wygłaszał w nim kazania Martin Luther King. W jego pomieszczeniach aktywiści ruchu praw obywatelskich uczyli młodzież pokojowych metod protestu. W konsekwencji kościół stał się symbolem walki o zniesienie segregacji rasowej w Birmingham. Był wielokrotnie obiektem fałszywych alarmów bombowych.
W niedzielę 15 września 1963 roku w kościele baptystów miał się odbyć pierwszy z comiesięcznych „Dni Młodzieży”, podczas których oprawę muzyczną porannego nabożeństwa zapewniał młodzieżowy chór. Nabożeństwo miało się rozpocząć o godzinie 11:00. Podczas gdy dorośli parafianie stopniowo gromadzili się w kościele, w salach w podziemiu już od godziny 9:30 trwały zajęcia szkółki niedzielnej. Około godziny 10:22 sekretarz szkółki niedzielnej, piętnastoletnia Carolyn McKinstry, odebrała telefon. Usłyszała wypowiedziane męskim głosem słowa: „trzy minuty”, po czym nieznajomy rozmówca odłożył słuchawkę. Chwilę później pod zewnętrznymi schodami, które prowadziły do bocznego wejścia w północno-wschodnim narożniku kościoła, eksplodował ładunek wybuchowy z zapalnikiem czasowym. Został on podłożony poprzedniej nocy i był wykonany z około 10–20 lasek dynamitu. Na skutek eksplozji zawaliła się część zewnętrznej ściany i fundamentów. Ponad półmetrowa warstwa cegieł, kamieni i zaprawy zasypała damską toaletę, która znajdowała się w podziemiach budynku, w bezpośrednim sąsiedztwie wysadzonych schodów. Siła eksplozji była tak duża, że zaparkowane w pobliżu samochody zostały zniszczone i odrzucone podmuchem na odległość prawie półtora metra. W sąsiednich budynkach odnotowano liczne uszkodzenia.
W chwili eksplozji w damskiej toalecie przebywało pięć dziewcząt. Cztery z nich: Addie Mae Collins, Denise McNair, Carole Robertson, Cynthia Wesley, poniosły śmierć. Piąta dziewczynka, Sarah Collins (młodsza siostra zabitej Addie), przeżyła zamach, jednakże odniosła poważne obrażenia i straciła prawe oko. Szpital opuściła dopiero po dwóch miesiącach. Trzynaście innych osób odniosło lżejsze obrażenia (według innych źródeł – dwadzieścia dwie).
Najmłodsza z ofiar śmiertelnych, Denise McNair, liczyła 11 lat, pozostałe – 14 lat. Żadna z zabitych dziewczynek nie uczestniczyła wcześniej w akcjach i protestach organizowanych przez ruch praw obywatelskich.
Na wieść o zamachu przy skrzyżowaniu 16th Street i 7th North Avenue zgromadził się tłum wzburzonych Afroamerykanów. Niektórzy z młodych mężczyzn zaczęli obrzucać kamieniami przybyłą w pełnym rynsztunku policję, a także samochody kierowane przez białych kierowców. Doszło również do podpaleń. Od policyjnej kuli zginął wtedy szesnastoletni Johnny Robinson Jr. Nie była to jednak ostatnia ofiara śmiertelna, która padła tego dnia. Niespełna 10 mil od miejsca zamachu trzynastoletni Virgil Ware, który wraz z bratem jechał rowerem ulicą jednego z przedmieść Birmingham, został zastrzelony przez białego nastolatka, który wracał z wiecu zwolenników segregacji.

## Konsekwencje

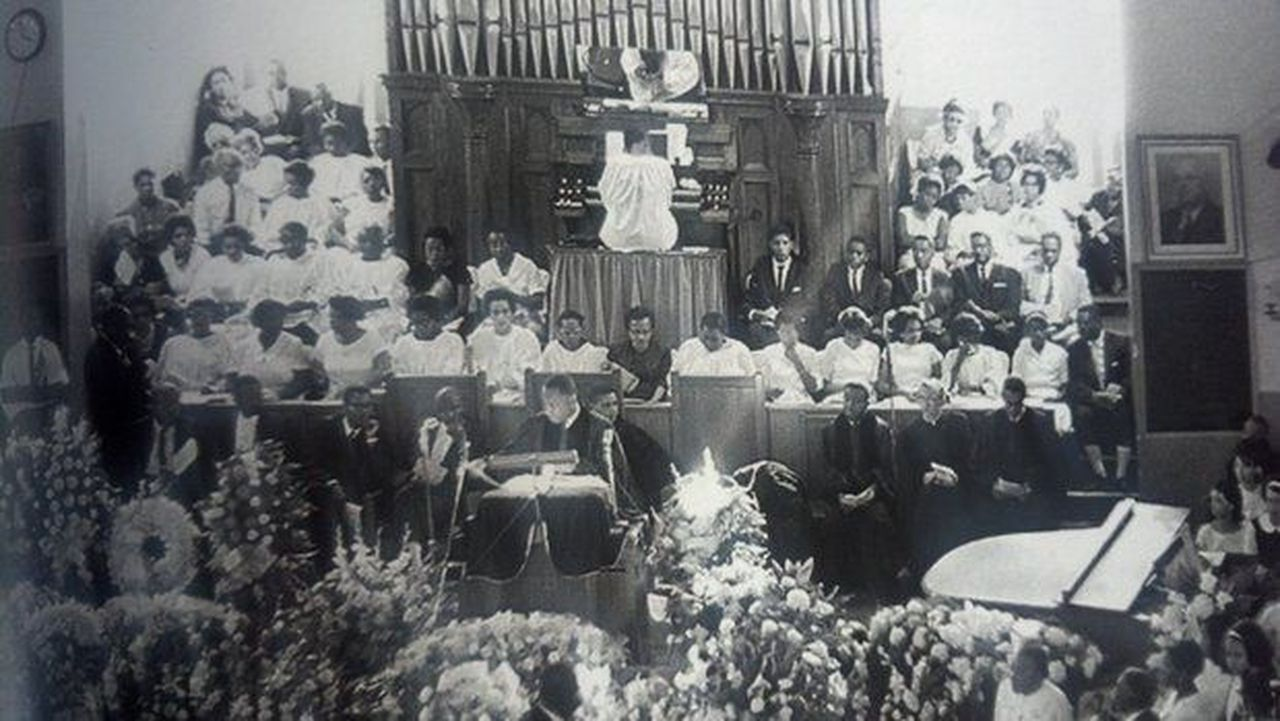
Pogrzeb trzech ofiar zamachu, 18 września 1963. Przemawia Martin Luther King

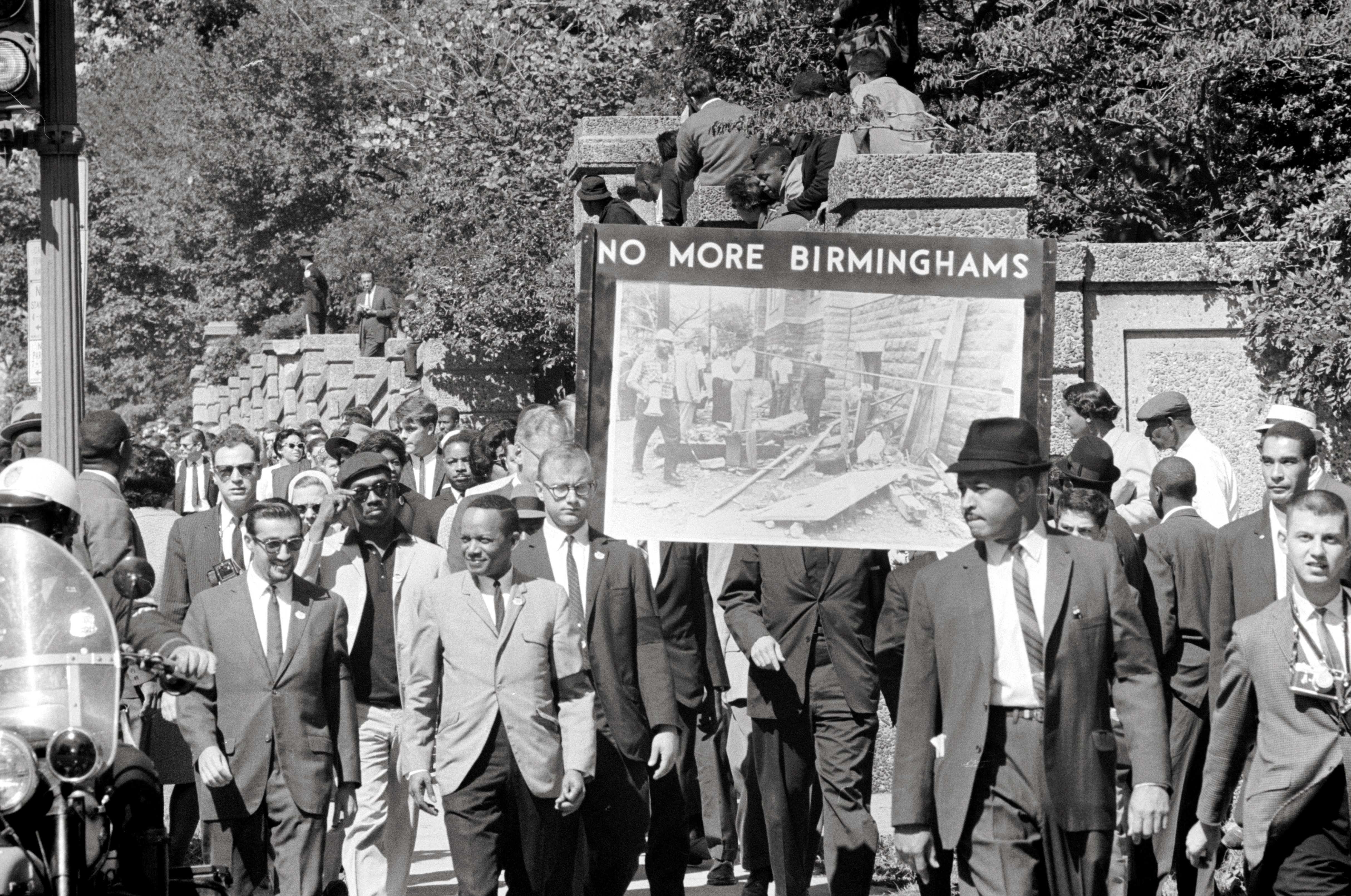
Marsz upamiętniający ofiary zamachu, zorganizowany przez Kongres Równości Rasowej w Waszyngtonie 22 września 1963. Na transparencie widnieje napis: „Nigdy więcej Birmingham”

Zamach na kościół baptystów w Birmingham jest uznawany za najtragiczniejszy przypadek przemocy na tle rasowym, do którego doszło w okresie walki o zniesienie segregacji rasowej na amerykańskim Południu.
Na wieść o zamachu Martin Luther King wystosował depeszę do George Wallace’a, w której oskarżał: „krew czworga małych dzieci […] jest na pańskich rękach […] pańskie nieodpowiedzialne i błędne postępowanie zrodziło w Birmingham i Alabamie atmosferę, która stała się powodem nieustającej przemocy, a teraz – morderstwa”. Pod wpływem powszechnego oburzenia Wallace był zmuszony publicznie potępić sprawców zamachu i wyznaczyć nagrodę w wysokości 5 tys. dolarów za ich ujęcie. Dzień po zamachu głos zabrał także prezydent John F. Kennedy, wzywając do pokojowego i sprawiedliwego rozwiązania problemów rasowych na amerykańskim Południu.
Rodzice Carole Robertson zdecydowali się zorganizować osobną ceremonię pogrzebową, niezależnie od uroczystości organizowanych przez ruch praw obywatelskich. Pogrzeb dziewczynki odbył się 17 września. W nabożeństwie żałobnym, które odprawiono w St. John A.M.E. Church, udział wzięło blisko 2 tys. osób. Następnego dnia odbył się pogrzeb pozostałych trzech ofiar. Uroczystość poprowadził pastor John Porter z kościoła baptystów przy 6th Avenue, a udział wzięło w niej blisko 7–8 tys. osób. W czasie pogrzebu przemówienie wygłosił pastor King, który określił zamordowane dziewczynki mianem „współczesnych bohaterek świętej krucjaty”, wyrażając jednocześnie nadzieję, że ich śmierć okaże się „odkupieńczą siłą, która przyniesie światło temu mrocznemu miastu”. Wezwał czarnoskórą ludność do powstrzymania się od odwetu. Potępił także milczenie umiarkowanych białych oraz bierną postawę władz federalnych w odniesieniu do problemu segregacji rasowej na Południu. Przedstawiciele władz miejskich nie wzięli udziału w uroczystości.
Tragedia w Birmingham odbiła się szerokim echem w USA oraz poza jej granicami. Wielu historyków jest przekonanych, że właśnie to wydarzenie „wyrwało z apatii” białych mieszkańców USA i znacznie zwiększyło poparcie dla postulatów ruchu praw obywatelskich, przyczyniając się do przyjęcia w 1964 roku przez Kongres Stanów Zjednoczonych przełomowej ustawy o prawach obywatelskich (Civil Rights Act of 1964).
Dzięki krajowym i zagranicznym darowiznom udało się sfinansować odbudowę zniszczeń spowodowanych zamachem. Odbudowę i renowację kościoła baptystów zakończono do czerwca 1964 roku.

## Osądzenie sprawców
Niemal natychmiast po zamachu na kościół śledztwo w tej sprawie – niezależnie od służb stanowych – podjęło Federalne Biuro Śledcze (FBI). Już na wstępnym etapie dochodzenia agenci FBI zdołali ustalić personalia głównych podejrzanych. Byli to Robert Chambliss, Thomas E. Blanton Jr., Bobby Frank Cherry i Herman Cash. Tworzyli oni grupę znaną jako Cahaba Bridge Boys – skrajną frakcję Ku Klux Klanu, która odłączyła się od działającej w Birmingham Eastview 13 Klavern, uznając ją za zbyt mało radykalną. Chambliss był odpowiedzialny lub zamieszany w szereg innych zamachów bombowych, do których doszło w Birmingham w latach 50. i 60. Z tego powodu przylgnął do niego przydomek Dynamite Bob (pol. „Dynamitowy Bob”).
Pod koniec września 1963 roku Chambliss oraz dwaj inni mężczyźni, John Wesley Hall i Charles Cagle, zostali zatrzymani przez lokalną policję, jednakże wyłącznie pod zarzutem nielegalnego posiadania materiałów wybuchowych. Ukarano ich grzywną w wysokości 1000 dolarów oraz skazano na 6 miesięcy więzienia w zawieszeniu. Z kolei dyrektor FBI J. Edgar Hoover nie zgodził się na przekazanie federalnym prokuratorom dowodów zgromadzonych przez agentów Biura, uniemożliwiając tym samym postawienie podejrzanych w stan oskarżenia. Kwestia motywów, którymi się kierował, jest przedmiotem kontrowersji. Część autorów jest przekonana, że Hoover rozmyślnie zablokował jakoby pomyślnie rozwijające się śledztwo. Inni uznają, że za jego decyzją stało uzasadnione przekonanie, że zgromadzone przez agentów FBI dowody są zbyt słabe, by w ówczesnych realiach było możliwe uzyskanie na ich podstawie wyroku skazującego. Jako że w świetle obowiązującego wtedy prawodawstwa FBI mogło prowadzić sprawę zamachu tylko przez pięć lat, po 15 września 1968 roku wygasła możliwość, aby domniemanym sprawcom zostały postawione zarzuty przez prokuratorów federalnych.
W 1970 roku na stanowisko prokuratora stanowego Alabamy został wybrany Bill Baxley. Był on zdeterminowany, by doprowadzić do osądzenia sprawców zamachu na kościół baptystów. Przez długi czas śledztwo nie mogło jednak ruszyć z miejsca, gdyż Baxleyowi odmówiono dostępu do akt dochodzenia, które FBI prowadziło w latach 60. Dopiero w 1975 roku – z pomocą szefa waszyngtońskiego biura „Los Angeles Times” Jacka Nelsona, który zagroził prokuratorowi generalnemu USA Edwardowi H. Leviemu upublicznieniem informacji o obstrukcji stosowanej przez FBI – Baxley uzyskał dostęp do części akt. Po dwuletnim śledztwie prokurator stanowy i jego współpracownicy zidentyfikowali tych samych podejrzanych, których niespełna dwa lata wcześniej wskazało dochodzenie FBI. Ostatecznie zdecydowali się jednak wnieść oskarżenie tylko przeciwko Robertowi Chamblissowi, którego obciążały najpoważniejsze dowody: zeznania dwojga naocznych świadków, w tym jego siostrzenicy. We wrześniu 1977 roku prokuratura stanowa postawiła mu zarzut zabójstwa Denise McNair. 18 listopada tego samego roku Chambliss został uznany winnym zarzucanego czynu i skazany na karę dożywotniego pozbawienia wolności. Zmarł w więzieniu w 1985 roku.
W 1995 roku pod naciskiem liderów afroamerykańskiej społeczności Birmingham miejscowe biuro FBI zgodziło się wznowić śledztwo przeciwko pozostałym podejrzanym. Trwało ono kilka lat, w jego trakcie przesłuchano setki świadków. Ostatecznie w maju 2000 roku Thomas Blanton i Bobby Frank Cherry zostali aresztowani i postawieni w stan oskarżenia pod zarzutem zamordowania czterech dziewcząt w zamachu 15 września 1963 roku. Oskarżenie reprezentował zespół prokuratorów stanowych i federalnych pod przewodnictwem prokuratora federalnego Douga Jonesa. Początkowo zakładano, że obaj oskarżeni będą sądzeni w ramach jednego postępowania, jednakże w listopadzie 2000 roku, ze względu na konieczność rozstrzygnięcia, czy stan zdrowia pozwala Cherry’emu na udział w procesie, sprawy rozdzielono. Proces Blantona rozpoczął się w kwietniu 2001 roku. 2 maja tego samego roku wielka ława przysięgłych hrabstwa Jefferson uznała go winnym zarzucanych czynów. Kluczowym dowodem okazały się odnalezione w archiwach FBI taśmy z podsłuchu, założonego niedługo po zamachu, na których Blanton w rozmowie z żoną przyznawał się do uczestnictwa w planowaniu ataku na kościół i przygotowywaniu ładunku wybuchowego. Został skazany na karę dożywotniego pozbawienia wolności. Zmarł w więzieniu w czerwcu 2020 roku.
Tymczasem szczegółowe badania pozwoliły ustalić, że Bobby Frank Cherry jedynie pozoruje demencję i jest zdolny do udziału w postępowaniu sądowym. Jego proces rozpoczął się w maju 2002 roku. Został uznany winnym zamordowania czterech dziewcząt. W tym wypadku jednym z kluczowych dowodów okazało się własnoręcznie spisane przez Cherry’ego zeznanie, które wskazywało, że wieczorem 13 września 1963 roku przebywał wraz z Chamblissem i Blantonem w siedzibie Modern Sign Company. Było to wówczas popularne miejsce spotkań członków Ku Klux Klanu, a taśmy z podsłuchu FBI, które wcześniej posłużyły jako kluczowy dowód przeciw Blantonowi, pozwoliły także ustalić, że właśnie tam i tego wieczora zaplanowano zamach na kościół baptystów, a być może również przygotowano ładunek wybuchowy. Cherry został skazany na karę dożywotniego pozbawienia wolności. Zmarł w więzieniu w listopadzie 2004 roku.
Czwarty podejrzany, Herman Cash, zmarł w 1994 roku, nigdy nieosądzony za swój domniemany udział w zamachu na kościół baptystów.

## Upamiętnienie i odniesienia w kulturze

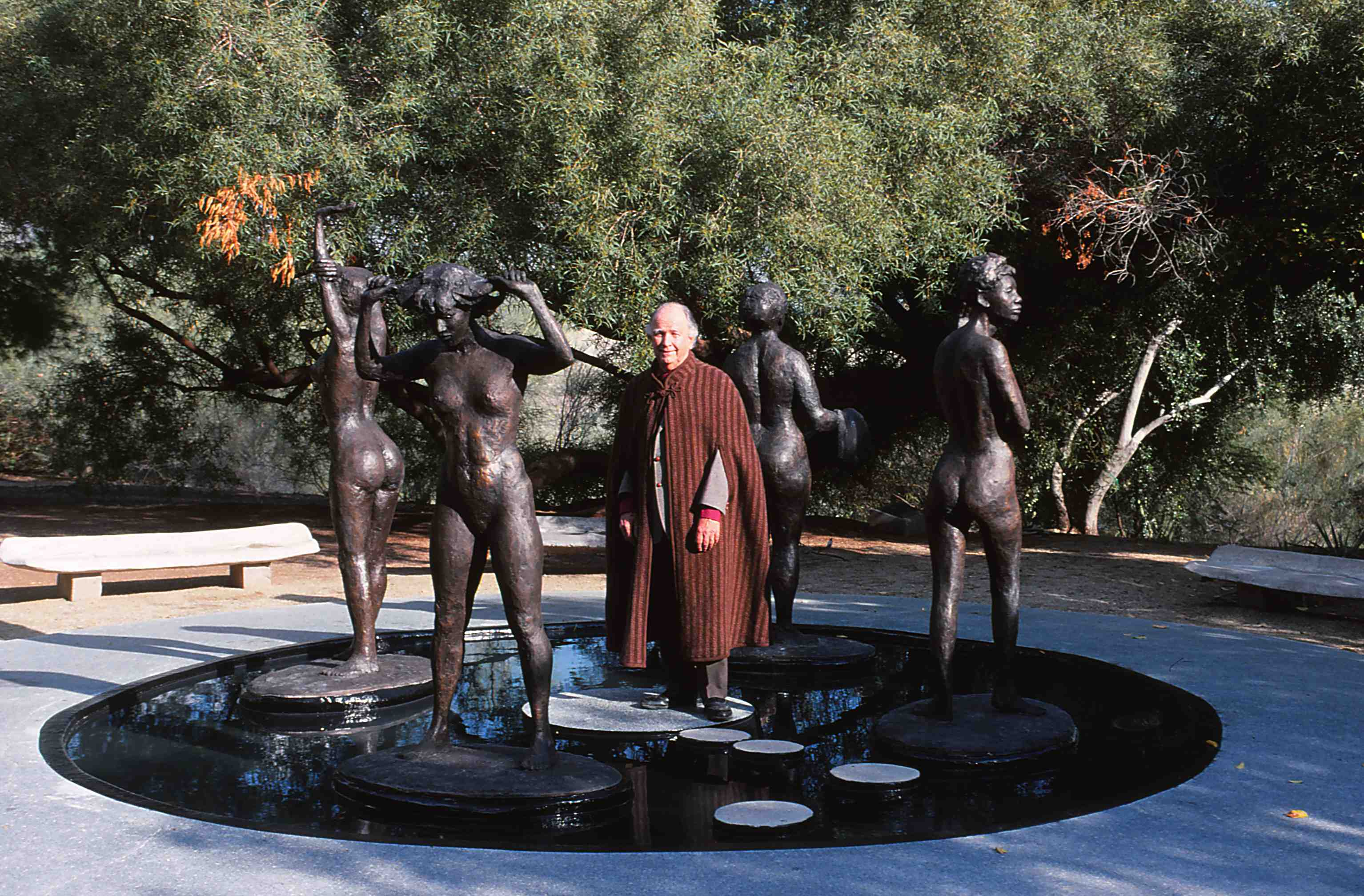
Rzeźba w Phoenix upamiętniająca ofiary zamachu

Tragedia w Birmingham wywołała duże poruszenie w amerykańskim środowisku artystycznym. Powstało kilka utworów muzycznych inspirowanych tymi wydarzeniami, z których najsłynniejszym jest protest song Birmingham Sunday napisany przez Richarda Fariñę, a nagrany przez jego szwagierkę Joan Baez. Zamach na kościół baptystów był ponadto inspiracją dla powstania takich utworów muzycznych, jak Mississippi Goddam autorstwa Niny Simone, oraz Alabama skomponowanego przez Johna Coltrane'a.
O zamachu na kościół baptystów przy 16th Street opowiada amerykański film dokumentalny Cztery małe dziewczynki (reż. Spike Lee). W 1997 roku został on nominowany do Oscara za najlepszy pełnometrażowy film dokumentalny.
Śmierć czterech dziewcząt ukazano w pierwszych scenach dramatu historycznego Selma z 2014 roku (reż. Ava DuVernay). Nawiązano do niej również w filmie biograficznym George Wallace z 1997 roku (reż. John Frankenheimer).
Ofiary zamachu upamiętnia m.in. rzeźba That Which Might Have Been, Birmingham, 1963 dłuta Johna Henry'ego Waddella, znajdująca się w Phoenix w Arizonie, a także pamiątkowe krzesło w Katedrze Narodowej w Waszyngtonie. Imię Carole Robertson nosi centrum edukacyjne w Chicago.
15 listopada 1992 roku w Birmingham otwarto Civil Rights Institute – instytucję łączącą funkcję muzeum i centrum edukacyjnego, poświęconą historii walki o zniesienie segregacji rasowej w Birmingham i na całym Południu. Znajduje się na rogu 16th Street and 6th Avenue North, naprzeciwko kościoła baptystów.